# NGC 5757
NGC 5757 في الفهرس العام الجديد، هي مجرة، تقع في كوكبة الميزان. اكتشفت في 19 مايو 1787 بواسطة ويليام هيرشل.

## روابط خارجية
- NGC 5757 على موقع ويكي سكاي: DSS2, SDSS, GALEX, IRAS, Hydrogen α, X-Ray, Astrophoto, Sky Map, Articles and images